# Mežakirkegården (Riga)
Mežakirkegården (lettisk: Rigas Meža kapi; Rigas skovkirkegård) er en kirkegård i den nordvestlige udkant af Riga, hovedstaden i Letland, beliggende mellem bydelene Mežaparks og Čiekurkalns. Formelt er kirkegården inddelt i 1. Mežakirkegård, med indgang fra Aizsaules iela 2, og 2. Mežakirkegård, med indgang fra Gaujas iela 12. Det samlede areal udgør 85 hektar.
Mežakirkegården oprettedes efter en beslutning truffet af de kommunale myndigheder i 1913, indvielsesceremonien fandt sted den 19. juni samme år. Den var tænkt som byens største kirkegård og afløser for Storkirkegården, der etableredes i 1773, og som havde udtømt sit potentiale.
Den fremtrædende landskabsarkitekt Georg Kuphaldt er ophavsmand til det oprindelige anlægsprojekt, som skulle fremstå som en park med en central via funeralis, med mange små og laterale stier langs grave med lave hegn og små monumenter. 1. verdenskrig kom i vejen for udførelsen af det oprindelige projekt. I stedet skulle mange døde soldater fra krigen begraves, og det blev de på den nærliggende og i hast nyopførte Broderkirkegård.
Forud for opførelsen af et kapel, efter tegninger af arkitekten Eižens Laube i 1935, blev alle ceremonier foretaget i et dertil indrettet lokale i administrationsbygningen, som var opført i 1913 efter tegninger af arkitekten Wilhelm von Neumann.
Mežakirkegården har mange værker af skulpturelle mindesmærker og gravstene skabt af kendte billedhuggere. Her ligger mange kendte lettiske politikere, militærfolk og offentlige personer begravet.
56°59′14.57″N 24°8′48.97″Ø / 56.9873806°N 24.1469361°Ø